# Abtsgmünd
Abtsgmünd es un municipio alemán en el distrito de Ostalb, Baden-Wurtemberg. Está localizado en la confluencia de los ríos Lein y Kocher.
El término incluye los antiguos municipios independientes de Neubronn, Laubach, Untergröningen, Hohenstadt y Pommertsweiler.

## Geografía
| Noroeste: Sulzbach-Laufen            | Norte: Adelmannsfelden |                          |
| Oeste: Eschach                       |                        | Este: Neuler, Hüttlingen |
| Suroeste: Schechingen, Obergröningen | Sur: Heuchlingen       | Sureste: Aalen           |

## Personas famosas
- Konrad Adelmann von Adelmannsfelden (1462-1547), canónigo y humanista.
- Caspar Adelmann von Adelmannsfelden (1464-1541), cánonigo y humanista.
- Johann Christoph Freiherr Adelmann von Adelmannsfelden (1640-1687), preboste del príncipe de Ellwangen.
- Joseph Anselm Freiherr Adelmann von Adelmannsfelden (1728-1805), político.
- Jakob Salat (1766-1851), teólogo y filósofo.
- Ferdinand Joseph Schliz (1778-1844), abogado y magistrado superior en Wurtemberg.
- Joseph Christian von Schliz (1781-1861), alto funcionario de Wurtemberg, miembro del parlamento estatal.
- Wilhem Matthäus Pahl (1795-1875), profesor de secundaria y miembro del Landtag.